# Felsinschrift von Taçın
Koordinaten: 38° 49′ 12″ N, 36° 4′ 36″ O
Die Felsinschrift von Taçın war eine hethitische Inschrift in der Zentraltürkei. Sie ist im Zuge von Straßenbauarbeiten zerstört worden.
Die Inschrift lag auf einem Beşiktaş genannten Hügel beim Ort Topsöğüt (früher Taçın) im Bezirk Bünyan der Provinz Kayseri. Der deutsche Archäologe Helmuth Theodor Bossert entdeckte die Schrift 1947 nahe einer Quelle. Es war ein einzeiliger Text in Luwischen Hieroglyphen, der in erhabenem Relief ausgeführt war. Der verbliebene Text war stark zerstört. Er enthielt zwei Königsnamen, ob es sich um Großkönige handelte, war nicht mehr feststellbar. Bossert hielt eine Entstehung im 2. Jahrtausend v. Chr. für möglich.
Als Eberhard P. Rossner 1987 den Ort besuchte, konnte er zwar den Hügel und die Quelle finden, sämtliche umliegenden Steine waren jedoch Baumaschinen zum Opfer gefallen.